# إدوسكا (تومليلين)
إدوسكا هي إحدى مشيخات المملكة المغربية، تتبع جغرافيا لإقليم تارودانت وإداريًا لتومليلين. يقدر عدد سكانها بـ 2978 نسمة حسب الإحصاء الرسمي للسكان والسكنى لسنة 2004.